# Alyxia grandis
Alyxia grandis är en oleanderväxtart som beskrevs av P.I. Forster. Alyxia grandis ingår i släktet Alyxia och familjen oleanderväxter. Inga underarter finns listade i Catalogue of Life.